# 向阳乡 (肇东市)
向阳乡，是中华人民共和国黑龙江省绥化市肇东市下辖的一个乡镇级行政单位。

## 行政区划
向阳乡下辖以下地区：
巨胜村、巨成村、向阳村、宏业村、日新村、中心村、复兴村、五星村和百合村。